# 杉田雄
杉田 雄（すぎた いさお/ゆう、安政5年12月22日（1859年1月25日） - 1906年（明治39年）7月31日）は、明治時代の兵庫県神戸市の外科医。県立神戸医学校教諭・神戸病院副院長、私立杉田病院長、神戸市医師組合初代組長。脊髄炎で早世した。号は春嵐。杉田玄白4世孫。

## 経歴

### 修学

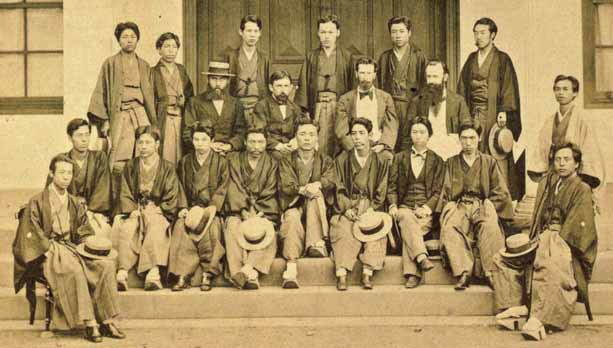
1880年（明治13年）東京大学医学部卒業生。最前列左端が杉田雄か。

安政5年12月22日（1859年1月25日）江戸浜町山伏井戸（東京都中央区日本橋浜町二丁目）に杉田玄端の四男として生まれた。幼名は英吉/英吉郎。7歳で木村二梅に習字、高須某に漢学を学んだ。
明治元年（1868年）10月、徳川宗家の転封に従い両親・弟杉田盛と共に沼津八幡町柳下知之旧宅に移り、沼津兵学校附属小学校に通いながら、相磯格堂にも漢籍を学んだ。
廃校後、明治5年（1872年）兄杉田武に呼ばれて上京し、三崎嘯輔にドイツ語を学んだ。10月大学東校に入学し、予科・本科を修めた。1879年（明治12年）東京府コレラ検疫委員。1880年（明治13年）7月東京大学医学部第2期生として卒業し、医学士となった。1881年（明治14年）1月医学部第一医院外科当直医となり、エミール・シュルツェ、ユリウス・スクリバに外科学を学び、エルヴィン・フォン・ベルツにも師事した。

### 神戸での活動
1882年（明治15年）7月兵庫県立神戸医学校一等教諭、1884年（明治17年）5月県立神戸病院副院長（外科部長）となり、患者の美容整形や外科防腐法の改良で名声を高め、医学校では外科臨床を講義した。在職中、京都府・大阪府で医術開業試験委員を務めた。
1886年（明治19年）12月病院・医学校を退職し、1887年（明治20年）3月神戸区坂本村に私立杉田病院を開業した。1889年（明治2年）神戸医師総代として神戸基督教会堂を買収して医会堂を建設し、1890年（明治23年）神戸市医師組合を設立した。その他、私立明石病院教師、加東・加古・菟原・武庫諸郡連合医師研究会顧問、私立大日本私立衛生会委員、兵庫県医会長、東山避病院長等を兼ねた。
1893年（明治26年）病気となり、知人に院長代理を任せたが、客足が遠のいたため、2月弟杉田盛を招いて院主とし、経営を立て直した。9月頃病状が快復し、診療に復帰した。1906年（明治38年）7月31日脊髄炎で死ぬ当日午前まで診療を続け、青山墓地に葬られた。

## 家族
- 実父：杉田玄端 - 小浜藩医、沼津病院頭取。
- 実母：俊（しゅん） - 小浜藩士守留加左衛門娘[18]。
  - 長兄：杉田梅松 - 安政2年（1855年）6歳で安政江戸地震により圧死[5]。
  - 次兄：杉田武 - 1900年（明治33年）丹州病院長、東京精神病院長。
  - 三兄：杉田歴三郎[19]
  - 長弟：杉田盛 - 杉田病院院主。
  - 次弟：杉田六蔵 - 常磐火災海上保険常務取締役、横浜火災海上保険取締役[20]。
- 妻：歌子 - 1941年（昭和16年）9月6日没[15]。
  - 娘：杉田つる - 1882年（明治15年）12月6日神戸市仲町生まれ[21]。東京帝国大学医学博士、国立東京第一病院二宮分院主任。